# Brandkast

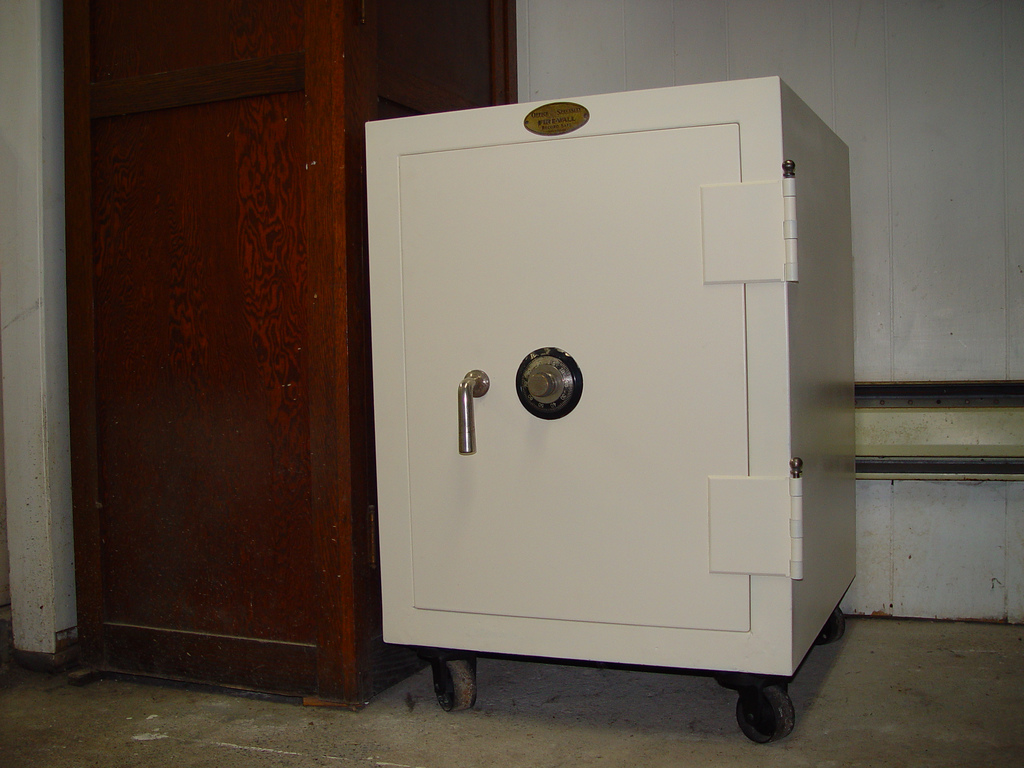
Brandkast

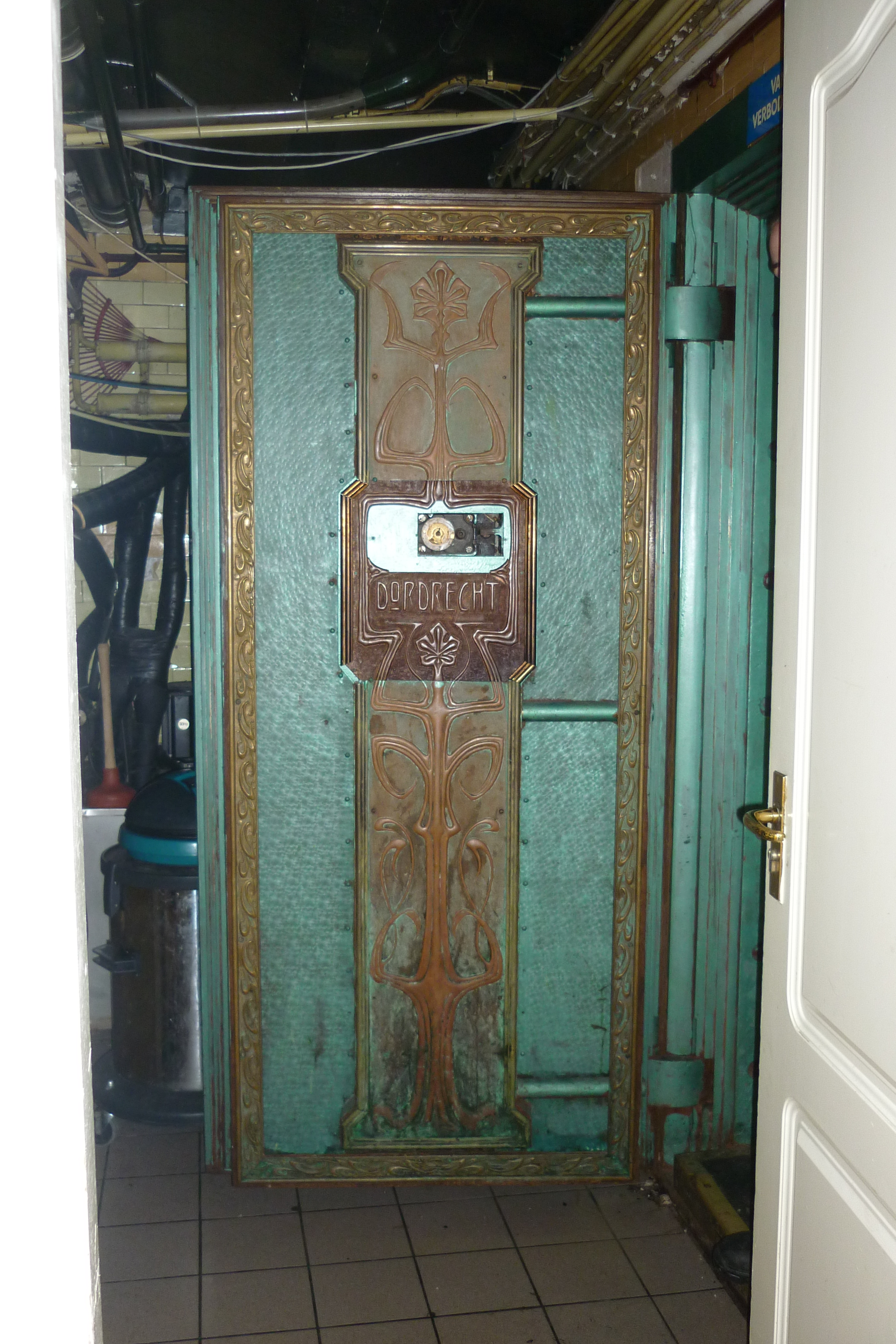
Kluis met verzwaarde deur

Een brandkast, kluis, of safe wordt gebruikt om geld, belangrijke papieren, back-ups van digitale gegevens en andere zaken te beschermen tegen brand. In veel gevallen dient een brandkast eveneens als bescherming tegen diefstal. Zo'n brandkast dient aan een aantal eisen te voldoen:
- Lastig mee te nemen
- Lastig te openen
- Een bepaalde tijd bestand te zijn tegen hoge temperaturen en ook de temperatuur binnenin voldoende laag te houden zodat documenten en cd's of andere belangrijke zaken niet smelten of opbranden.

Het meenemen van een brandkast kan worden bemoeilijkt door deze in te metselen of zwaar te maken. Sommige brandkasten zijn geheel in een gebouw geïntegreerd, zoals bij banken. Het openen van een brandkast kan worden bemoeilijkt door een tijdslot, een cijferslot, een sleutelslot, of een combinatie van voorgaande.
Banken hebben meestal een kluis die zo groot is dat er in rondgelopen kan worden. De toegang wordt beveiligd door een verzwaarde deur. Klanten kunnen er een safe (een apart afsluitbaar kluisje) huren om hun persoonlijke waardevolle eigendommen te bewaren. Sinds halverwege de jaren 10 is het aantal bankfilialen met eigen kluisjes sterk teruggenomen.

## Beveiligingen
Veel kluizen hebben een alarmsysteem. Bijvoorbeeld een trildetector die afgaat wanneer er een aanval op de kluis wordt gedaan, waarna een alarm naar een alarmcentrale uitgaat.
De binnenkant van de kluis wordt verstevigd met allerlei speciale materialen, zoals roestvast staal waar een snijbrander minder goed doorheen komt of een plaatje mangaan dat ondoordringbaar is voor een boor. Bovendien kan de binnenkant verstevigd worden met een laag extra sterk beton.
Als de kluis op slot zit en een inbreker haalt de scharnieren eraf, kan de deur er nog niet uitgetild worden. Want als de kluis op slot wordt gedraaid, komen er van alle kanten pennen naar buiten die ervoor zorgen dat de deur nog steeds vast zit.
In sommige kluisdeuren bevindt zich een glasplaatje. Als een inbreker met een thermische lans, snijbrander of boor probeert om het slot stuk te maken, gaat het glasplaatje stuk. Dan schiet er een touwtje los en komt er een pen omhoog die ervoor zorgt dat de kluis definitief op slot gaat. Hij kan dan nooit meer op een normale manier open.
Tegenwoordig hebben veel brandkasten een elektronisch slot. Op die manier kan de kluis door meer codes geopend worden, er kan ingesteld worden dat hij alleen gedurende bepaalde tijden open kan en er kan een vertraging op gezet worden, bijvoorbeeld van een half uur. Dit vertraagt de inbreker, waardoor het inbreken minder aantrekkelijk wordt.